# خانقاه (خیزی)
خانقاه (به لاتین: Xanəgah) یک منطقه مسکونی در جمهوری آذربایجان است که در شهرستان خیزی واقع شده‌است.